# Strome
Strome är en ort i Kanada.   Den ligger i provinsen Alberta, i den centrala delen av landet, 2 700 km väster om huvudstaden Ottawa. Strome ligger 689 meter över havet och antalet invånare är 228.
Terrängen runt Strome är mycket platt. Trakten runt Strome är nära nog obefolkad, med mindre än två invånare per kvadratkilometer.. Närmaste större samhälle är Daysland, 14,4 km nordväst om Strome.
Trakten runt Strome består till största delen av jordbruksmark.